# Ikarus 250
Az Ikarus 250 az Ikarus 200-as sorozat legelső típusa. Az Ikarus 256-osnál egy méterrel hosszabb turistabusz, 12 méter. Eggyel több ablaka van oldalanként, mely felváltva eltolható és el nem tolható. Négy db kiemelkedő légbefúvóval vagy légkondicionálóval rendelkezik. A legtöbb példányba a Rába-MAN D2356 HM6U típusú hathengeres dízelmotor került, ami 220 lóerő / 162 kilowatt teljesítményt adott le.

## Története
A prototípus 1967. május 19-én, a Budapesti Nemzetközi Vásáron mutatkozott be. Ezt követően különféle prototípusok jártak nemzetközi kiállításokra, ahol mindig nagy elismerésnek örvendtek. 1970-1996 között gyártották szériában, 1984 óta pedig utolsó formájában, de 1991-től kezdve már csak kis számban készültek egészen 1996-ig. 2020-ban már csak egy példány volt közforgalomban a Volánbusznál, a KAZ-698 rendszámú Ikarus 250.68 típusba tartozó autóbusz. A busz 2021-ben leállításra került és 2022 januárjában selejtezték

## Típusai
- Ikarus 250.01:
  - Korai belföldi típus 1971-ből
  - Motor: Rába-MAN D2156HM6U
  - Váltó: ASH 75.1-A7
  - Ajtók: 1-0-1 ajtóelrendezés, kézi ajtók
  - Helyek (ülő): 52
- Ikarus 250.04:
  - Készült: A Szovjetunió számára 1973-ban
  - Motor: Rába-MAN D2156HM6U
  - Váltó: ASH 75.1-A7
  - Ajtók: 1-0-0 ajtóelrendezés, kézi ajtó
  - Helyek (ülő): 42
- Ikarus 250.06:
  - Motor: Rába-MAN D2156HM6U
  - Váltó: ASH 75.1-A7
  - Ajtók: 1-0-0 ajtóelrendezés, kézi ajtó
  - Helyek (ülő): 52
- Ikarus 250.07:
  - Korai széria, a BKV is vett belőle.
  - Motor: Rába-MAN D2156HM6U
  - Ajtók: 1-0-0 ajtóelrendezés, kézi ajtó
- Ikarus 250.09:
  - Korai széria, a BKV is vett belőle.
  - Motor: Rába-MAN D2156HM6U
  - Váltó: ASH 75.1-A7
  - Ajtók: 1-0-0 ajtóelrendezés, kézi ajtó
  - Helyek (ülő): 42
- Ikarus 250.12:
  - Készült: A Szovjetunió számára 1973-ban
  - Motor: Rába-MAN D2156HM6U
  - Váltó: ASH 75.1-A7
  - Ajtók: 1-0-0 ajtóelrendezés, kézi ajtó
- Ikarus 250.13:
  - Készült: A VPOP számára 1980-ban
  - Motor: Rába-MAN D2156HM6U
  - Váltó: ASH 75.1-A7
  - Ajtók: 1-0-0 ajtóelrendezés, kézi ajtó
  - Helyek (ülő): 52
- Ikarus 250.14:
  - Készült: Az IBUSZ számára 30 db 1978-ban
  - Motor: Rába-MAN D2156HM6U
  - Váltó: ASH 75.2-A7
  - Ajtók: 1-0-0 ajtóelrendezés, kézi ajtó
- Ikarus 250.15:
  - Készült: A SZOT számára 1 db 1979-ben
  - Motor: Rába-MAN D2156HM6U
  - Váltó: ZF S6 90U-354
  - Ajtók: 1-0-0 ajtóelrendezés, kézi ajtó
  - Helyek (ülő): 42
- Ikarus 250.16:
  - Készült: 15 db belföldre 1980-tól 1981-ig. Többek között a Miskolci Közlekedési Vállalat vett belőle. A megmaradt példány (FKF-681) magánkézbe került, 2009-ben leégett.
  - Motor: Rába-MAN D2156HM6U
  - Váltó: ASH 75.1-A7
  - Ajtók: 1-0-1 ajtóelrendezés, első ajtó lengőajtó, hátsó ajtó kézi ajtó
  - Helyek (ülő): 45
- Ikarus 250.17:
  - Készült: 1980-ban
  - Motor: Rába-MAN D2156HM6U
- Ikarus 250.22:
  - Készült: a Szovjetunió számára 1 db, 1977-ben
  - Motor: Rába-MAN D2156HM6U
  - Váltó: ASH 75.1-A7
  - Ajtók: 1-0-1 ajtóelrendezés, kézi ajtók
  - Helyek (ülő): 52
- Ikarus 250.58:
  - Készült: a Szovjetunió számára
  - Motor: Rába-MAN D2156HM6U
  - Váltó: ASH 75.1-A7
  - Ajtók: 1-0-1 ajtóelrendezés, első ajtó lengőajtó, hátsó ajtó kézi ajtó
- Ikarus 250.59:
  - Készült: a Volánok és a Szovjetunió számára. A legelterjedtebb altípus, a Volán-társaságok járműparkjában nagy számban megtalálható. A hazai példányokon kívül néhány szovjet busz visszakerült Magyarországra (pl. BPH-065, Vértes Volán).
  - Motor: Rába-MAN D2156HM6U
  - Váltó: ASH 75.1-A7
  - Ajtók: 1-0-1 ajtóelrendezés, lengőajtók
- Ikarus 250.60:
  - Egyedi példány, tárgyalóbusz
  - Motor: Rába D11UT (206 kW-os)
  - Ajtók: 1-1-0 ajtóelrendezés, lengőajtók
- Ikarus 250.66:
  - Készült: Az NDK számára 1 db 1987-ben, a jármű Erich Honecker tárgyalóbusza volt. Hazakerülése után az Alba Volán vette meg, ekkor CLY-015 rendszámot viselt, majd 2004-es selejtezése után a Tisza-Busz hódmezővásárhelyi magánvállalat vette meg, rendszáma GVX-916.
- Ikarus 250.67:
  - Készült: az NDK számára. A rendszerváltás után sok jármű Magyarországra került (pl. DUM-992, Borsod Volán)
  - Motor: Rába-MAN D2156HM6U
  - Váltó: ASH 75.1-A7
  - Ajtók: 1-0-1 ajtóelrendezés, lengőajtók
- Ikarus 250.68:
  - Készült: a Volánok számára
  - Motor: Rába-MAN D2156HM6U
  - Váltó: ASH 75.1-A7
  - Ajtók: 1-0-1 ajtóelrendezés, lengőajtók
- Ikarus 250.69:
  - Készült: a Volánok számára
  - Motor: Rába-MAN D2156HM6U
  - Váltó: ASH 75.1-A7
  - Ajtók: 1-0-1 ajtóelrendezés, lengőajtók
- Ikarus 250.83:
  - Készült: 1979-ben. Egyedi példány, tárgyalóbusz. Később a VT-Transman Kft. vette meg.